# L'Abandonné
Ne doit pas être confondu avec L'Abandonnée.
L'Abandonné est une nouvelle de Guy de Maupassant, parue en 1884.

## Historique
L'Abandonné est une nouvelle d'abord publiée dans le quotidien Le Figaro du 15 août 1884, puis reprise la même année dans le recueil Yvette.

## Résumé
Sur un caprice de sa femme, M. de Cadour se retrouve à Fécamp qu’il considère comme triste. Un ami, M. d'Apreval, les accompagne. En cachette de son mari, la vieille femme entraîne son compagnon et ancien amant à la recherche de leur fils abandonné 
il y a de cela plus de quarante ans. Alors que M. de Cadour se repose dans l’hôtel des bains, Mme de Cadour et M. d’Apreval (Henri) partent à la recherche de leur fils. Sous un soleil de plomb ils gravissent la côte d´Étretat. Étant donné que les deux sont mariés (d’Apreval a des enfants), ils n’ont jamais tenté de revoir leur fils. Mme de Cadour avait été marié à M. de Cadour, un diplomate. Lors d’une mission politique aux Indes elle aima d’une passion profonde M. d’Apreval dont elle tomba enceinte. Pour cacher sa grossesse elle se retira dans un cabanon dans le Midi, sur les bords de la Méditerranée. Elle n’osait point franchir la porte. Elle resta un jour avec son enfant et son amant.
Elle avait souvent pensé le revoir; elle savait qu’il avait été élevé par des paysans normands. Mais son amant l’avait retenue. 
La route était longue, elle pleurait en se posant un tas de question et voyant cette route comme le châtiment de cet abandon. Enfin ils arrivèrent et M. d’Apreval demanda la ferme Pierre Bénédict. Un passant lui indiqua le chemin. Les deux étaient nerveux. Ils entrèrent dans une ferme, un chien noir se mit à japper à leur vue. Une fillette d’environ 10 ans apparut. M. D’Apreval demanda les parents.Ils étaient en train de s’occuper des vaches. Soudain une vieille femme parut. Il lui demanda deux verres de lait. La paysanne se montra méfiante mais alla finalement chercher du lait. M. D’Apreval demanda s’il pouvait acheter des poulets jeunes toutes les semaines. Après avoir discuté du prix, son homme arriva. D’Apreval demanda si c’était bien M. Bénédict, c’était un forgeron qui le lui avait dit. Alors que les paysans étaient partis chercher du cidre Mme de Cadour demanda à Henri de partir. Sur le chemin la femme pleurait. En arrivant M. de Cadour les attendait pour dîner. Il se mit à rire et dit « Très bien ma femme a attrapé une insolation ». Il demanda si la promenade était bonne et M. d’Apreval répondit « charmante, mon cher, tout à fait charmante. »

## Éditions
- 1884 - L'Abandonné, dans Le Figaro
- 1884 - L'Abandonné, dans le recueil Yvette chez l'éditeur Victor Havard.
- 1979 - L'Abandonné, dans Maupassant, Contes et Nouvelles, tome II, texte établi et annoté par Louis Forestier, éditions Gallimard, Bibliothèque de la Pléiade.